# マーベル (工具メーカー)
株式会社マーベルは、電線ケーブルの配線工事に使用する工具を主力とした電設工具の総合メーカー。
主な商品に圧着工具、ケーブルカッター、通線・入線工具等がある。メインの「マーベル」に加え「プロメイト」「ジョブマスター」等のブランドで製品を展開する

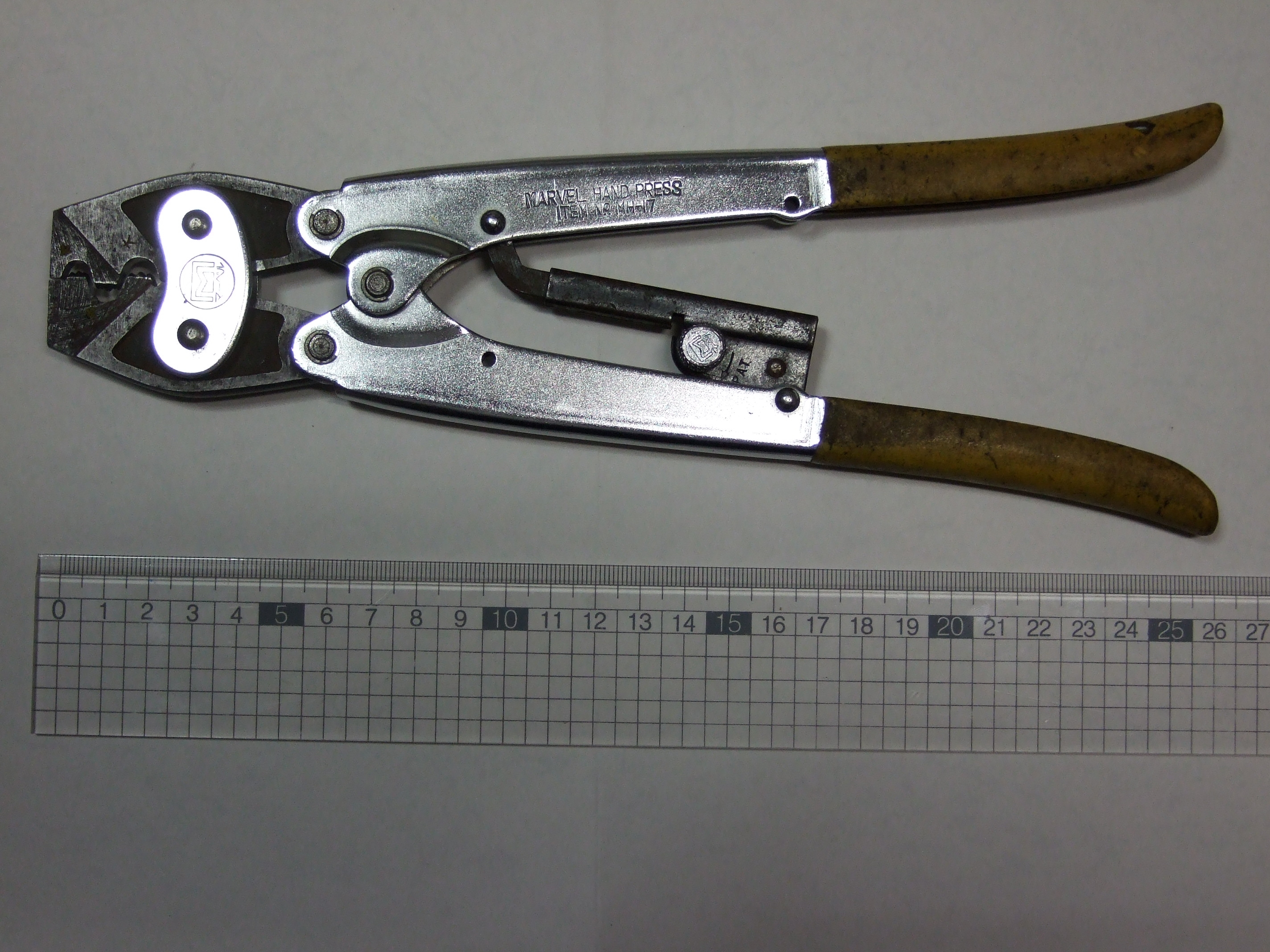
マーベルのロゴ入り圧着工具 MH-17

## 概要
1943年、大阪で創業。圧着工具はマーベルの原点というべき製品である。1967年にマーベルが自社工場であるミノル工業を立ち上げたとき生産を開始したのが圧着工具である。ケーブルカッターは、発売当時に比べ三角切断法を更に改良して、太い電線を楽に切れるようにし、その上ケーブルの丸味をほとんど変化させない。
モニター組織「道楽会」には2009年現在、日本全国で3万名の工事業者が登録しており、マーケットの現場情報を分析・加工して製品づくりとサービスの向上に役立てている。

## 主な商品
圧着工具・ケーブルカッター・通線入線工具・作業工具・張線器・ベルトスリング・測定工具など。